# Chiesa di Sant'Eufemia (Specchia)
La chiesa di Sant'Eufemia è una chiesa del VI secolo, nell'attuale comune di Specchia, in provincia di Lecce.

## Descrizione
L'edificio, a pianta longitudinale, orientato secondo l'asse Est-Ovest, all'esterno presenta, in facciata, una forma a capanna con una grande bifora con capitello tronco-piramidale su cui è scolpita una croce lobata, e un portale con arco a tutto sesto mentre la parte retrostante è caratterizzata da un'abside quadrangolare in cui si aprono due grandi finestre. 
All'interno, sono presenti i resti di quattro serie di triplici arcate sostenute variamente da colonne e pilastri che dovevano dividere lo spazio interno in tre navate. Questa particolare soluzione architettonica ha fatto ipotizzare agli studiosi un collegamento con altri edifici di età longobarda presenti in altre regioni italiane.